# Fossorochromis
Fossorochromis is een monotypisch geslacht van straalvinnige vissen uit de familie van de cichliden (Cichlidae).

## Soort
- Fossorochromis rostratus (Boulenger, 1899)